# Shiga (prefektura)
Shiga (japanski: kanji 滋賀県, romaji: Shiga-ken) je prefektura u današnjem Japanu. 
Nalazi se u unutrašnjosti prevlake koja dijeli južni od središnjeg dijela otoka Honshūa. Nalazi se u chihō Kansaiju.
Glavni je grad Ōtsu.
Organizirana je u 3 okruga i 19 općina. ISO kod za ovu pokrajinu je JP-25.
1. kolovoza 2009. u ovoj je prefekturi živjelo 1,402.132 stanovnika.
Simboli ove prefekture su cvijet rododendrona (Rhododendron metternichii var. hondoense), drvo japanskog javora (Acer palmatum), ptica mali gnjurac (Tachybaptus ruficollis).

## Vanjske poveznice
- Službene stranice  Arhivirana inačica izvorne stranice od 26. prosinca 2009. (Wayback Machine) (japanski)